# Bombon
Bombon és un municipi francès, situat al departament del Sena i Marne i a la regió d'Illa de França. L'any 2007 tenia 913 habitants.
Forma part del cantó de Nangis, del districte de Melun i de la Comunitat de comunes Brie des Rivières et Châteaux.

## Demografia

### Població
El 2007 la població de fet de Bombon era de 913 persones. Hi havia 304 famílies, de les quals 48 eren unipersonals (20 homes vivint sols i 28 dones vivint soles), 96 parelles sense fills, 144 parelles amb fills i 16 famílies monoparentals amb fills.
La població ha evolucionat segons el següent gràfic:
Habitants censats

### Habitatges
El 2007 hi havia 344 habitatges, 311 eren l'habitatge principal de la família, 16 eren segones residències i 17 estaven desocupats. 338 eren cases i 6 eren apartaments. Dels 311 habitatges principals, 279 estaven ocupats pels seus propietaris, 24 estaven llogats i ocupats pels llogaters i 8 estaven cedits a títol gratuït; 3 tenien una cambra, 5 en tenien dues, 46 en tenien tres, 89 en tenien quatre i 168 en tenien cinc o més. 236 habitatges disposaven pel capbaix d'una plaça de pàrquing. A 124 habitatges hi havia un automòbil i a 170 n'hi havia dos o més.

### Piràmide de població
La piràmide de població per edats i sexe el 2009 era:
| Homes | Edats   | Dones |
| ----- | ------- | ----- |
| 0     | 95 o +  | 0     |
| 0     | 90 a 94 | 12    |
| 12    | 85 a 89 | 8     |
| 4     | 80 a 84 | 4     |
| 12    | 75 a 79 | 28    |
| 12    | 70 a 74 | 20    |
| 12    | 65 a 69 | 20    |
| 28    | 60 a 64 | 16    |
| 16    | 55 a 59 | 8     |
| 24    | 50 a 54 | 48    |
| 44    | 45 a 49 | 40    |
| 48    | 40 a 44 | 36    |
| 44    | 35 a 39 | 44    |
| 20    | 30 a 34 | 24    |
| 0     | 25 a 29 | 16    |
| 12    | 20 a 24 | 24    |
| 24    | 15 a 19 | 44    |
| 40    | 10 a 14 | 44    |
| 20    | 5 a 9   | 36    |
| 12    | 0 a 4   | 32    |

## Economia
El 2007 la població en edat de treballar era de 589 persones, 438 eren actives i 151 eren inactives. De les 438 persones actives 419 estaven ocupades (216 homes i 203 dones) i 19 estaven aturades (5 homes i 14 dones). De les 151 persones inactives 48 estaven jubilades, 60 estaven estudiant i 43 estaven classificades com a «altres inactius».

### Ingressos
El 2009 a Bombon hi havia 316 unitats fiscals que integraven 885 persones, la mediana anual d'ingressos fiscals per persona era de 21.233,5 €.

### Activitats econòmiques
Dels 27 establiments que hi havia el 2007, 1 era d'una empresa alimentària, 5 d'empreses de construcció, 3 d'empreses de comerç i reparació d'automòbils, 1 d'una empresa de transport, 1 d'una empresa d'hostatgeria i restauració, 12 d'empreses immobiliàries, 3 d'empreses de serveis i 1 d'una entitat de l'administració pública.
Dels 7 establiments de servei als particulars que hi havia el 2009, 2 eren paletes, 2 lampisteries, 1 electricista, 1 restaurant i 1 agència immobiliària.
Dels 4 establiments comercials que hi havia el 2009, 2 eren botiges de menys de 120 m², 1 una botiga de menys de 120 m² i 1 una botiga de congelats.

## Equipaments sanitaris i escolars
El 2009 hi havia una escola elemental integrada dins d'un grup escolar amb les comunes properes formant una escola dispersa.

## Poblacions més properes
El següent diagrama mostra les poblacions més properes.